# المركز البهائي العالمي

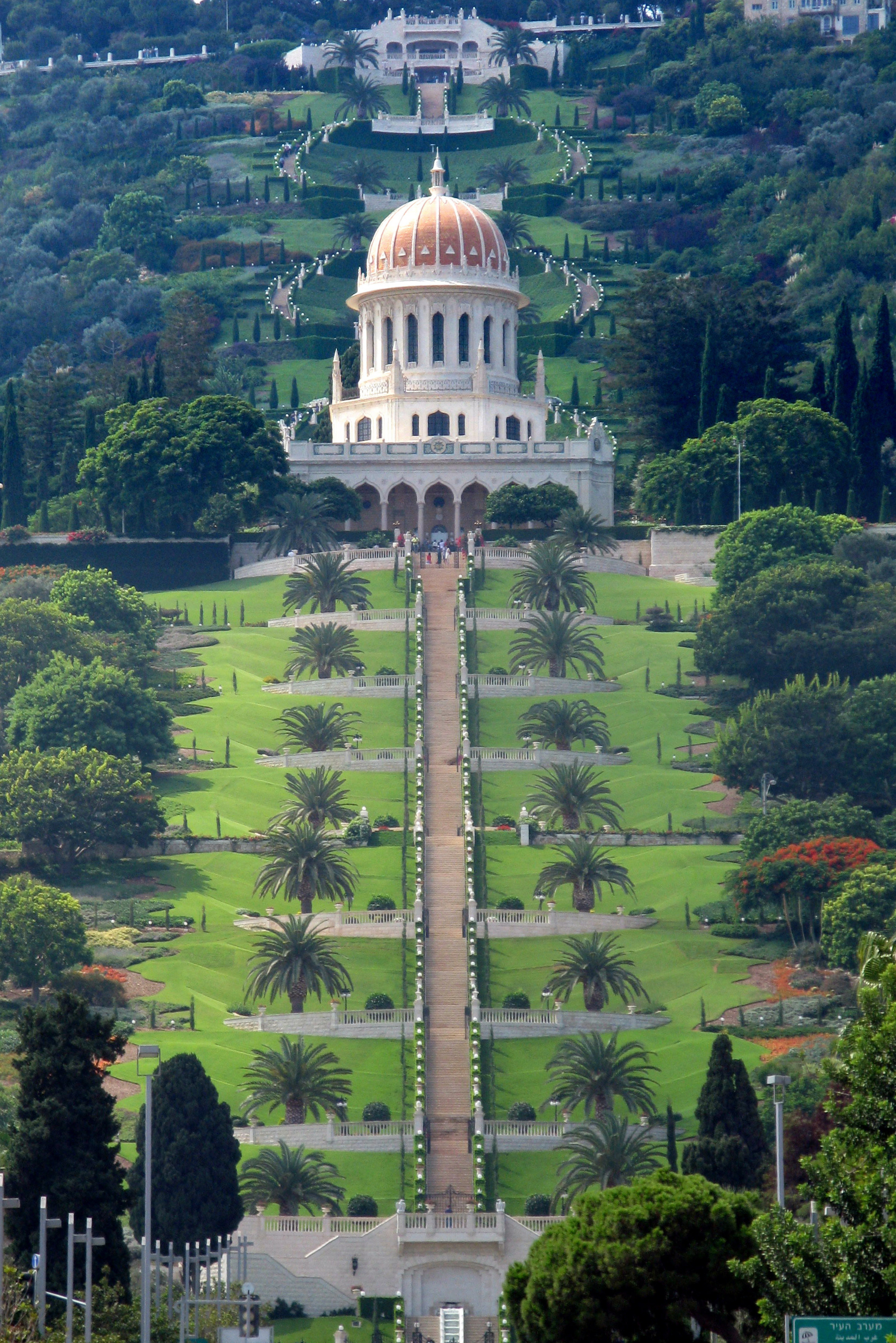
ضريح الباب وحدائق البهائيين في حيفا.

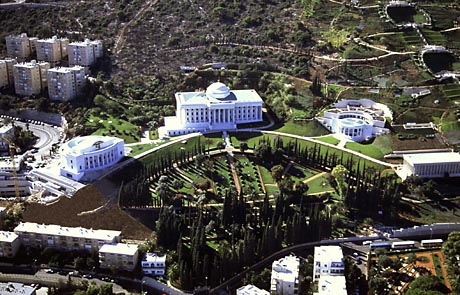
منظر جوي لمباني القوس في حيفا.

المركز البهائي العالمي هو الاسم الذي يُطلق على المركز الروحي والإداري للعقيدة البهائية. يعود تأسيسه إلى الحقبة العثمانية في فلسطين، وتحديدًا في الخمسينات والستينات من القرن التاسع عشر، عندما نجح ملك إيران ناصرالدين شاه وسلطان الدولة العثمانية بنفي بهاءالله - مؤسس الدين البهائي - من إيران إلى سجن عكا مدى الحياة.
يتكون المركز البهائي العالمي من ضريح الباب وحدائق البهائيين على جبل الكرمل في حيفا، وضريح بهاء الله قرب مدينة عكا، وبيت العدل الأعظم الذي يُمثل الهيئة الإدارية العليا للبهائيين في العالم، بالإضافة إلى مبانٍ أخرى مختلفة في المنطقة بما في ذلك مباني القوس في حيفا.
يتم سَنّ الكثير من القرارات الدولية للجامعة البهائية في هذا المركز، والذي له تأثيرٌ كبيرٌ على معتنقي هذا الدين على المستوى العالمي، بالإضافة إلى دراسة وترجمة الكتابات المقدسة في البهائية. ويُعدّ المركز البهائي العالمي اليوم، الوجهة الرئيسية للحج البهائي. وبالرغم من وجود عدة مئاتٍ من الموظفين المتطوعين في حيفا وعكا، لا يوجد مجتمعٌ رسميٌ للبهائيين في إسرائيل، بمعنى أنه لا توجد الضيافات التسع عشرية والمحافل الروحانية وما شابه ذلك.
في عام 2008م، تمّ إدراج عددٍ من مواقع المركز البهائي العالمي - بما فيها المدرّجات وضريح الباب التي تشكّل المنحدر الشمالي لجبل الكرمل - على قائمة التراث العالمي التابعة لليونسكو.

## نبذة تاريخية
كان موقع المركز الإداري نتيجةً لعددً متتالٍ من عمليات النفي والسجن لـ بهاءالله، مؤسس الدين البهائي. تم نفي بهاءالله من بلاد فارس على يد ناصرالدين شاه (ملك القاجار) عام 1853م، وفي ذلك الوقت تم نفي بهاءالله إلى بغداد التي كانت تحت سلطة الإمبراطورية العثمانية آنذاك. في وقتٍ لاحقٍ، تم نفيه من قِبَل سلطان الإمبراطورية العثمانية، وبناءً على طلب من الشاه في إيران، إلى مناطق أبعد عن إيران، مثل اسطنبول وأدرنة التابعتين للإمبراطورية العثمانية، وأخيرًا إلى عكا في فلسطين العثمانية في عام 1868م. عاش بهاءالله بقية حياته في المنطقة وتواصل مع أتباعه في جميع أنحاء الشرق الأوسط وآسيا الوسطى والهند، وأصبحت عكا مركزًا للجامعة البهائية، والتي كانت في حال النمو. عندما تمّ تخفيف سجن بهاءالله، أصبحت المنطقة أيضًا مركزًا للحج البهائي، حيث كان البهائيون يسافرون لمسافاتٍ طويلةٍ لزيارة بهاءالله.
تمّ تعيين الموقع الحالي لـ ضريح الباب، أي ضريح علي محمد الشيرازي المبشّر بظهور بهاءالله، على جبل الكرمل من قِبَل بهاءالله خلال زيارةٍ له إلى حيفا، حين أشار لابنه عبدالبهاء إلى الموقع على سفح الجبل. علاوةً على ذلك، أشار بهاءالله أيضًا إلى إنشاء المركز الإداري للدين البهائي على جبل الكرمل في لوح الكرمل، والذي يُعتبر أحد وثائق الإدارة البهائية.
توفي بهاءالله عام 1892م بالقرب من عكا، ومثواه في البهجة. بعد وفاته، تم تعيين ابنه عبدالبهاء خليفةً له، وذلك بناءً على وصية بهاءالله في "كتابُ عهدي"، فأصبح يُدير المجتمع البهائي وهو في حال النمو، وأصبحت المنطقة مركزًا للنشاط البهائي. واصل عبدالبهاء التواصل مع البهائيين في جميع أنحاء العالم، بما في ذلك البهائيين في الغرب. وبينما كان لا يزال سجينًا رسميًا ومحتجزًا في عكا، نظّم عبدالبهاء عملية نقل رُفات الباب من إيران إلى فلسطين، وقام بتنظيم شراء الأرض على جبل الكرمل التي أمر بهاءالله باختصاصها لتصبح مقرّ رفات الباب، وقام بتنظيم بناء مرقد الباب. استغرقت هذه العملية 10 سنواتٍ أخرى واكتملت في عام 1909م.
في عام 1908م، حرّرت ثورة تركيا الفتاة جميع السجناء السياسيين في الإمبراطورية العثمانية، وتم إطلاق سراح عبدالبهاء من السجن. بعد فترةٍ وجيزةٍ من الثورة، انتقل للعيش في حيفا بالقرب من ضريح الباب، ومنذ ذلك الحين أصبحت حيفا المقر الإداري للدين البهائي. خلال السنوات الأخيرة من حياة عبدالبهاء، أدت المستويات المتزايدة من المراسلات إلى توظيف عددٍ من السكرتارية بما فيهم الناطقين باللغات الغربية، وتوفير بيتٍ للحجاج في المنطقة. توفي عبدالبهاء عام 1921م، ودُفن في إحدى الغرف الواقعة في ضريح الباب في حيفا.
بعد وفاة عبدالبهاء، أصبح شوقي أفندي وليًا للأمر، وأشرف على تطوير عددٍ من المشاريع المنفصلة في المنطقة. قام بتجديد منزل بهاءالله في البهجة عام 1929م، وفي الخمسينيات من القرن الماضي حصل على الحيازة القانونية للأراضي المحيطة بالمبنى، وأنشأ عددًا من الحدائق. كما حصل أيضًا على مواقع أخرى حول عكا تتعلق بفترة حياة بهاءالله، بما في ذلك بيت عبود. حول حيفا، قام بتوسيع مكان ضريح الباب من خلال تطوير البنية الفوقية ذات القبة الذهبية، واشترى الأراضي المحيطة بالضريح من أجل إنشاء الحدائق. كان شوقي أفندي قد قرّر أيضًا بأن المباني التي تضمّ المؤسسات الدينية المشار إليها في لوح الكرمل لبهاءالله، بما في ذلك بيت العدل الأعظم، وهو الهيئة العليا، غير المنشأة بعد، والتي ستدير شؤون الجامعة البهائية عالميًا، سيتم ترتيبها على شكل قوسٍ تُحاط بها الحدائق. وستكون نقطة ارتكاز هذا القوس هي الحدائق التذكارية التي تضم قبور أفراد العائلة البهائية المقدسة. بدأ شوقي أفندي خلال حياته تشييد أحد المباني التي يتألف منها القوس، وهو دار الآثار العالمية. كما تفاوض على وضع الإعفاء الضريبي لجميع الأماكن المقدسة للبهائيين، كما هو الحال بالنسبة لجميع الأماكن المقدسة الإسلامية والمسيحية واليهودية هناك.
في عام 2008م، تمّ إدراج عددٍ من مواقع المركز البهائي العالمي - بما فيها المدرّجات وضريح الباب التي تشكّل المنحدر الشمالي لجبل الكرمل - على قائمة التراث العالمي التابعة لليونسكو.

## المباني
يتكون المركز البهائي العالمي من ضريح الباب وحدائق البهائيين على جبل الكرمل في حيفا، وضريح بهاء الله قرب مدينة عكا، وبيت العدل الأعظم الذي يُمثل الهيئة الإدارية العليا للبهائيين في العالم، بالإضافة إلى مبانٍ أخرى مختلفة في المنطقة بما في ذلك مباني القوس في حيفا.
تم الانتهاء من بناء مباني القوس، وهي مقرّ بيت العدل الأعظم، ومركز دراسة النصوص والأبحاث، ودار التبليغ العالمية، ودار الآثار العالمية، في الأعوام 1982م و1999م و2000م على التوالي. المبنى الخامس الذي لم يتم بناؤه بعد، وهو المكتبة البهائية العالمية، من المقرر أن يتم بنائه في نهاية المطاف في الطرف الشرقي من القوس، ومن المتوقع أن يكون مركزًا لـ "المعرفة في جميع المجالات"، بما في ذلك التحقيق العلمي. كما تم الانتهاء من المدرجات المحيطة بضريح الباب في عام 2001م.

## المركز الإداري
يتم الكثير من الإدارة والتنسيق الدولي للدين البهائي في المركز البهائي العالمي. وتشمل هذه القرارات التي تؤثر على الدين على المستوى العالمي، ودراسة وترجمة الكتابات البهائية المقدسة. يقع مقرّ بيت العدل الأعظم، الذي يمثّل الهيئة الإدارية العليا للدين البهائي، في حيفا، إلى جانب دار التبليغ العالمية، الذي ينسّق الأنشطة بين هيئة المشاورين القاريين ويعمل كحلقة وصلٍ بينهم وبين بيت العدل الأعظم.

### الموظفون
خلال فترة شوقي أفندي كرئيس للدين البهائي، كان الانتداب البريطاني على فلسطين يتعامل مع صراعٍ متزايدٍ بين الصهاينة والعرب في منطقة فلسطين. مع انتهاء الانتداب في عام 1948م، وما نتج عن ذلك من حربٍ عربيةٍ إسرائيليةٍ عام 1948م، غادر غالبية البهائيين في إسرائيل البلاد، ولم يبق سوى شوقي أفندي وعددٍ قليلٍ من الآخرين. في عام 1963م، تم انتخاب أول أعضاءٍ لبيت العدل الأعظم، ومقره في حيفا، ومنذ ذلك الحين ارتفع عدد الموظفين القائمين بالخدمة تطوعيًا في حيفا إلى عدة مئاتٍ من أكثر من ستين دولةٍ. ترجع الزيادة في عدد الموظفين إلى النمو العالمي للجامعة البهائية وزيادة نطاق العمل الذي يتم في المركز البهائي العالمي؛ ويضمّ طاقم العمل أقسام بيت العدل المتخصصة مثل السكرتارية والبحوث والمالية والإحصاء وغيرها التي تعنى بصيانة الحدائق والمباني. بالإضافة إلى ذلك، يتم تعيين أفرادٍ مختارين في الهيئات البهائية الأخرى مثل دار التبليغ العالمية والمنظمة البهائية للتنمية العالمية وعلى هذا النحو يعملون في المركز البهائي العالمي.
على الرغم من وجود عدة مئاتٍ من الموظفين المتطوعين في حيفا وعكا، لا يوجد مجتمعٌ رسميٌ للبهائيين في إسرائيل، بمعنى أنه لا توجد الضيافات التسع عشرية أو المحافل الروحانية وما إلى ذلك.

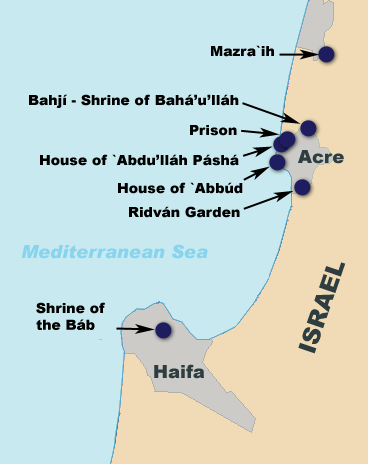
أماكن الحج الحالية

## الحج في المركز البهائي
يعدّ المركز البهائي العالمي أيضًا الوجهة الحالية للحج البهائي، حيث يجذب سنويًا حوالي مليون زائر. تشمل الأماكن التي يزورها البهائيون في الحج الحالي الذي يستمر تسعة أيامٍ في المركز البهائي العالمي أماكن مختلفة في البهجة وحيفا وعكا.

## علاقة المركز البهائي بالحكومة
لم يكن نفي بهاءالله إلى عكا في عام 1868م بناءً على رغبته واختياره، وإنما تم بأمرٍ من السلطان العثماني، حيث كانت مدينتا عكا وحيفا في فلسطين ضمن أملاك الحكومة العثمانية آنذاك. أما إسرائيل فقد قامت في عام 1948م، أي بعد مرور 56 عامًا من وفاة بهاءالله، و27 عامًا من وفاة ابنه عبدالبهاء. إن أرض فلسطين كانت ومنذ القدم مكانًا مقدسًا لأتباع الديانات المختلفة، وفيها الأماكن المقدسة التابعة لليهود والمسيحيين والمسلمين على حدٍ سواءٍ. أما بالنسبة للبهائيين فان ضريح الباب وضريح بهاءالله وضريح عبدالبهاء وأماكن تاريخية أخرى موجودٌ فيها. ولقد حدث هذا نتيجة تواجد البهائيين في الأماكن المقدسة بأمرٍ من الحكومة العثمانية وذلك قبل ثمانين عامًا من تأسيس دولة إسرائيل، وهذا التواجد التاريخي ليس دليلٌ على وجود تعاونٍ للبهائيين مع إسرائيل.
أما عن علاقة البهائيين الحالية مع دولة إسرائيل، فإن واقع وجود المركز الإداري والروحي للبهائيين في حيفا يوجب عليهم التواصل بتلك الدولة من أجل الحفاظ على حقوقهم المادية والمعنوية، ومعرفة الالتزامات القانونية الواجب عليهم إتباعها، مثل بقية المؤسسات الدينية وغير الربحية، الإسلامية وغير الإسلامية منها، والتي تخضع لقوانين تلك الدولة وإرشاداتها. أما فيما يتعلق بإعفاء الأماكن المقدسة للبهائيين من دفع الضرائب، فجميع الأماكن والعتبات المقدسة الدينية في العالم معفيةٌ من دفع الضرائب والرسوم الحكومية، وما تقدمه إسرائيل فيما يتعلق بالأماكن المقدسة البهائية ليس استثناءً للبهائيين، وإنما هو تماشيًا مع سياستها بخصوص باقي الأماكن المقدسة في إسرائيل، ومن ضمنها الأماكن المقدسة للمسلمين والمسيحيين.

يوضح البيان الذي أرسله شوقي أفندي في 14 يوليو من عام 1947م، وهو المرجع الرسمي الأعلى للبهائيين في العالم آنذاك، إلى رئيس اللجنة الخاصة بتأسيس إسرائيل في عصبة الأمم المتحدة، علاقة البهائيين بفلسطين ومطالبهم. وجاء في هذا البيان: 
".. البهائية لها وضعٌ فريدٌ من نوعه في فلسطين..فإن وجود ثلاث رفاتٍ للرموز الرئيسية في الدين البهائي في فلسطين يجعلها مكانًا ومزارًا لألوف البهائيين في العالم. بالإضافة إلى ذلك، فإن المركز الإداري الدائم وقبلة البهائيين تقعان في فلسطين أيضًا. ولهذا فإن أهمية هذه الأرض وحقوق البهائيين فيها تفوق الأديان الأخرى. وبناءً عليه، فإن فلسطين لها مكانةٌ خاصةٌ في قلوب الملايين من أتباع حضرة بهاءالله في شتى أنحاء العالم." 
وشرح شوقي أفندي في نفس البيان أيضًا: 
"هدف الدين البهائي هو استقرار السلام العالمي وتحقيق العدالة في جميع جوانب الحياة بما فيه الجانب السياسي. إن البهائيين لا ينحازون لأي طرفي النزاع سواءً إلى الجانب اليهودي أو الإسلامي، وإنما يتمنون أن يعمّ السلام والعدالة بينهم. أما ما يتم اتخاذه من قراراتٍ حول مستقبل فلسطين، فإن ما يهمّ البهائيين هو أن الحكومة التي ستتولى شؤون مدينتي عكا وحيفا، عليها أن تأخذ بعين الاعتبار أن المركز الروحي والإداري للدين البهائي العالمي يقع في هاتين المدينتين، وأن هذا المركز له الاستقلالية التامة، وهو المسؤول عن إدارة شؤون الجامعة البهائية في العالم، وعلى السلطات السماح للبهائيين السفر من أجل زيارة أماكنهم المقدسة وتيسير أمورهم، مثلما يحدث لليهود والمسلمين والمسيحيين أثناء زيارتهم لمدينة القدس."

## أنظر أيضًا
- حدائق البهائيين
- بيت العدل الأعظم
- الحج في البهائية
- البهائية
- بهاءالله
- تاريخ البهائية
- ضريح بهاءالله
- ضريح الباب

## روابط خارجية
- الموقع الرسمي
- بيت العدل الأعظم
- "حدائق البهائيين". مؤرشف من الأصل في 2019-06-07.
- "صور المركز البهائي العالمي". مؤرشف من الأصل في 2019-05-23.
- صور: ضريح الباب وحدائق البهائيين في حيفا.
- "حدائق البهائيين على موقع اليونسكو". مؤرشف من الأصل في 2016-03-10.